# Heinrich Weißker
Heinrich Thankmar Weißker (* 7. Juni 1854 in Schleiz; † nach 1917) war ein deutscher Jurist und Bürgermeister.

## Leben
Weißker war der Sohn des Juristen und Landtagspräsidenten Otto Weißker und dessen Ehefrau Friederike Wilhelmine Sieler (* 3. Dezember 1811 in Saalburg; † 6. Mai 1892 in Schleiz), die Tochter des Archidiaconus Johann Gottlieb Sieler in Saalburg. Er war evangelisch-lutherischer Konfession und heiratete am 1. November 1883 in Hirschberg Henriette Therese Wilhelmine Fröbel (* 14. Mai 1856 in Hirschberg; † im 20. Jahrhundert), die Tochter des Fabrikanten Rudolph Georg Friedrich Fröbel aus Hirschberg.
Weißker besuchte das Rutheneum und studierte nach dem Ostern 1875 abgelegten Abitur bis 1879 Rechts- und Staatswissenschaften in Leipzig und Jena. Nach der ersten juristischen Staatsprüfung diente er als Einjährig-Freiwilliger in Leipzig beim königlich-sächsischen 8. Infanterie-Regiment Nr. 107. Das Referendariat leistete er ab 1879 beim Kreisgericht Schleiz und Landgericht Gera und anderen Gerichten ab (aufgrund der Reichsjustizgesetze wurden die Gerichte während dieser Zeit in Amtsgerichte umbenannt). Am 8. Juli 1882 bestand er das zweite Staatsexamen beim Oberlandesgericht Jena. Danach arbeitete er als Gerichtsassessor beim Amtsgericht Schleiz, wo er auch Hilfsrichter wurde. Am 1. November 1882 wurde er zum zweiten Amtsrichter am Amtsgericht Hirschberg befördert.
Vom 12. November 1883 bis Dezember 1886 war er Bürgermeister in Schleiz. 1886 wurde er Stadtsyndikus in Altenburg auf Lebenszeit, bevor er dort 1888 zum Bürgermeister gewählt wurde. Am 1. Januar 1896 wechselte er als Bürgermeister nach Hann. Münden.
Vom 2. August bis 12. September 1886 war er Abgeordneter im Landtag Reuß jüngerer Linie (als Nachrücker für Julius Alberti).
1901 wurde er mit dem Roten Adlerorden IV. Klasse ausgezeichnet, 1917 mit dem Roten Adlerorden III. Klasse.